# Junkön
Junkön (eiland van Johan) is een Zweeds eiland behorend tot de Lule-archipel.
Het is een van de weinige eilanden in de archipel dat permanent bewoond is en wel in het gelijknamige (vissers)dorp aan de noordkant van het eiland. In de zomer vist men op oostzeeharing, zeeforel en houting. Tevens vangt men hier een plaatselijke soort van de houting, de kleine marene. In de winter moet er natuurlijk geijsvist worden. Bij het dorp is ook de jachthaven met pier, voor als men aan land wil komen. In de zomer varen er boten vanuit Luleå op Junkön. Vanuit het dorp vertrekken de enige wegen of paden die het eiland rijk is.
Het eiland valt in een aantal delen uiteen. De noordelijke stukken (Junkön en voormalige zandbank Stor-Skorvgrundet) zijn dicht bebost met dennen en sparren. Het zuidelijke deel (Sandån), dat beide noordelijke stukken verbindt is één groot strand. De Zweedse luchtmacht gebruikt het als oefenterrein. Grootste bezienswaardigheid van het eiland is een molen, die waarschijnlijk dateert uit het eind van de 18e eeuw; er moest rogge en gerst worden gemalen dat van de plaatselijke velden afkwam. Het eiland had toen meer bewoners dan anno 2008.